# Dodsworth
Dodsworth is een film uit 1936 onder regie van William Wyler. De film is gebaseerd op het gelijknamige boek van Sinclair Lewis. In Nederland werd hij vertoond onder de titel Man en vrouw.

## Verhaal
Sam Dodsworth had een belangrijke baan bij zijn eigen fabriek. Wanneer hij met pensioen gaat, gaat hij met zijn vrouw naar Europa. Hoewel hij wat rust wil, is zij uit op een romantische reis en laat hem niet met rust.

## Rolverdeling
| Acteur            | Personage              |
| ----------------- | ---------------------- |
| Walter Huston     | Sam Dodsworth          |
| Ruth Chatterton   | Fran Dodsworth         |
| Mary Astor        | Mrs. Edith Cortright   |
| Paul Lukas        | Arnold Iselin          |
| Kathryn Marlowe   | Emily Dodsworth McKee  |
| David Niven       | Captain Clyde Lockert  |
| Maria Ouspenskaya | Baroness Von Obersdorf |

## Oscars
De film werd zeven keer genomineerd, maar won hieruit maar één Oscar voor Art Direction.
De andere zes nominaties waren voor:
- Walter Huston kreeg een nominatie voor Beste Acteur.
- Maria Ouspenskaya kreeg een nominatie voor Beste Vrouwelijke Bijrol.
- William Wyler kreeg een nominatie voor Beste Regisseur.
- De film kreeg een nominatie voor Beste Film.
- De film kreeg een nominatie voor Beste Geluid.
- De film kreeg een nominatie voor Beste Scenario.